# Karmen Kočar
Karmen Kočar (Lubiana, 1º dicembre 1982) è una pallavolista slovena.
Gioca nel ruolo di palleggiatrice nel Männerturnverein Stuttgart 1843.

## Carriera
La carriera professionistica di Karmen Kočar inizia nella stagione 2002-03 quando è ingaggiata dal Odbojkarski Klub Vital di Lubiana nella 1. DOL slovena, a cui resta legata per tre annate vincendo due scudetti e due Coppe di Slovenia: la giocatrice tuttavia aveva ricevuto già convocazioni in nazionale dal 2000.
Nella stagione 2005-06 si trasferisce in Austria nello Schwechat Post, con cui vince il campionato e la Coppa d'Austria, mentre nella stagione successiva difende i colori del Gazélec Béziers Volley-Ball nella Pro A francese.
Torna in patria a partire dall'annata 2007-08 per vestire la maglia dell'Odbojkarški Klub Branik Maribor con cui vince in tre stagioni di permanenza uno scudetto ed una coppa nazionale. Nella stagione 2010-11 è al Turnverein Fischbek von 1921 di Amburgo nella 1. Bundesliga tedesca e nella stagione 2011-12 è allo Ženski Odbojkaški Klub Split 1700 nella Superliga croata.
Nella stagione 2012-13 viene ingaggiata dall'Évreux Volley-ball, nella Ligue A francese, categoria dove milita anche nell'annata 2013-14 con il Quimper Volley 29 e in quella 2014-15 con il Saint-Cloud Paris SF.
Ritorna nella massima divisione tedesca nel campionato 2015-16, ingaggiata dal neopromosso FTSV Straubing; conclusi gli impegni col club, gioca brevemente in Thailandia col Supreme Chonburi Volleyball Club, facendo poi ritorno in Germania nel campionato seguente, questa volta difendendo i colori del Männerturnverein Stuttgart 1843, col quale si aggiudica la Supercoppa tedesca e la Coppa di Germania, venendo premiata come MVP.

## Palmarès

### Club
- Campionato sloveno: 3

2003-04, 2004-05, 2008-09
- Campionato austriaco: 1

2005-06
- Coppa di Slovenia: 3

2003-04, 2004-05, 2009-10
- Coppa d'Austria: 1

2005-06
- Coppa di Germania: 1

2016-17
- Supercoppa tedesca: 1

2016

### Premi individuali
- 2016 - Thai-Denmark Super League: Miglior palleggiatrice
- 2017 - Coppa di Germania: MVP